# Pelopina
Pelopina is een geslacht van tweekleppigen uit de  familie van de Thraciidae.

## Soorten
- Pelopina brevifrons (H. Adams, 1868)
- Pelopina rudis (Reeve, 1859)